# François-Raoul Larche
François-Raoul Larche, född 22 oktober 1860, död 3 juni 1912, var en fransk skulptör.
Larche var elev till François Jouffroy, Alexandre Falguière och Eugène Delaplanche. Bland hans arbetem märks Jesus vid 12 års ålder i templet, Ängen och bäcken samt en staty av skulptören Paul Dubois, alla på Glyptoteket i Köpenhamn.